# مهدی حریری
مهدی حریری (۱۳۰۵–۱۳۹۷) تاجر چای اهل ایران بود.
حریری در ۱۳۰۵ در سبزوار متولد شد و در ۵ سالگی همراه خانواه‌اش به مشهد رفت. پدرش در بازار مشهد حجره‌ای داشت و به تجارت پارچه و قماش و کرباس مشغول بود. مهدی تا گرفتن دیپلم در مشهد بود و سپس در ۱۳۲۵ برای تحصیل در دانشگاه به تهران رفت اما با ترغیب پدر، سر از بازار تهران درآورد. پس از مدتی دلالی، صاحب حجره شد. در سال ۱۳۳۱ ازدواج کرد. در دههٔ ۱۳۵۰ شرکت «چای مشک‌بو» را تأسیس کرد و به تجارت چای پرداخت. اولین محمولهٔ صادراتی‌اش به کشور ترکیه بود و سپس مالزی، اندونزی، و هند. او بزرگ‌ترین واردکنندهٔ چای در ایران بود و محموله‌هایش را از کنیا و هند وارد می‌کرد. مزرعهٔ چای نداشت ولی مدتی سه کارخانهٔ چای خشک‌کنی در اجاره داشت. در امور خیر نیز دستی داشت، مثلاً در اسلامشهر درمانگاه ساخت. در ۳ بهمن ۱۳۹۵ نشان امین‌الضرب را از اتاق بازرگانی تهران دریافت کرد. به او لقب «پدر تجارت چای ایران» داده‌اند و گفته‌اند که «خارجی‌ها چای ایران را به نام او می‌شناسند». از استعداد او در تست چای نیز تحسین شده‌است. شرکت چای شاهسوند دربارهٔ آزمایش چشایی چای توسط تجار از مهدی حریری به عنوان یکی از «زبده‌ترین چای‌شناسان بازار بین‌المللی جهانی» نام برده‌است.
حریری در سال ۱۳۹۷ درگذشت.